# Elecciones municipales de San Martín de 1989
Las elecciones municipales de San Martín de 1989 se llevaron a cabo el 12 de noviembre de 1989 para elegir al alcalde y al Concejo Provincial de San Martín para el periodo 1990-1992. La elección se celebró simultáneamente con elecciones municipales en todo el país.

## Sistema electoral
La Municipalidad Provincial de San Martín es el órgano administrativo y de gobierno de la provincia de San Martín. Está compuesta por el alcalde y el Concejo Provincial.
La votación del alcalde y el concejo se realiza en base al sufragio universal, que comprende a todos los ciudadanos nacionales mayores de dieciocho años, empadronados y residentes en la provincia de San Martín y en pleno goce de sus derechos políticos, así como a los ciudadanos no nacionales residentes y empadronados en la provincia de San Martín.
El Concejo Provincial de San Martín está compuesto por 19 regidores elegidos por sufragio directo para un período de tres (3) años, en forma conjunta con la elección del alcalde (quien lo preside). La votación es por lista cerrada y bloqueada. Se asigna a la lista ganadora los escaños según el método d'Hondt o la mitad más uno, lo que más le favorezca. Es elegido como alcalde el candidato que ocupe el primer lugar de la lista que haya obtenido la más alta votación.

## Composición del Concejo Provincial de San Martín
La siguiente tabla muestra la composición del Concejo Provincial de San Martín antes de las elecciones.
| Partidos | Partidos                  | Regidores |
| -------- | ------------------------- | --------- |
|          | Partido Aprista Peruano   | 11        |
|          | Partido Popular Cristiano | 6         |
|          | Izquierda Unida           | 2         |

## Partidos y candidatos
A continuación se muestra una lista de los principales partidos y alianzas electorales que participaron en las elecciones:
| Candidatura | Candidatura | Partidos y alianzas | Candidatos | Candidatos              | Ideología                                               | Resultado previo | Resultado previo | Ref. |
| Candidatura | Candidatura | Partidos y alianzas | Candidatos | Candidatos              | Ideología                                               | Votos (%)        | Reg.             | Ref. |
| ----------- | ----------- | --- | ---------- | ----------------------- | ------------------------------------------------------- | ---------------- | ---------------- | ---- |
|             | APRA        | Lista - Partido Aprista Peruano (APRA) |            | Ramiro Sánchez Tejada   | Aprismo                                                 | 44.72%           | 11               |      |
|             | PPC         | Lista - Partido Popular Cristiano (PPC) |            | Kerman Arévalo Torres   | Conservadurismo social Humanismo Democracia cristiana   | 36.09%           | 6                |      |
|             | IU          | Lista - Izquierda Unida (IU) – Unión de Izquierda Revolucionaria (UNIR) – Partido Unificado Mariateguista (PUM) – Partido Comunista Peruano (PCP) – Frente Obrero Campesino Estudiantil y Popular (FOCEP) |            | Teobaldo Haya Jaramillo | Marxismo-leninismo Mariateguismo Socialismo democrático | 16.62%           | 2                |      |
|             | ASI         | Lista - Acuerdo Socialista de Izquierda (ASI) – Partido Socialista Revolucionario (PSR) – Partido Comunista Revolucionario (PCR) – Movimiento Socialista Peruano (MSP)                                    |            | Rubén Reátegui Sánchez  | Mariateguismo Socialismo democrático                    | 16.62%           | 2                |      |
|             | AP          | Lista - Acción Popular (AP) |            | Víctor Coral Pérez      | Humanismo Nacionalismo cívico Reformismo                | Nuevo            | Nuevo            |      |
|             | FNTC        | Lista - Frente Nacional de Trabajadores y Campesinos (FNTC) |            | Moisés Juárez Rodríguez | Nacionalismo de izquierda Tahuantinsuyismo              | Nuevo            | Nuevo            |      |

## Resultados

### Sumario general
|                        |                                                     |              |              |              |           |           |
| Partidos y coaliciones | Partidos y coaliciones                              | Voto popular | Voto popular | Voto popular | Regidores | Regidores |
| Partidos y coaliciones | Partidos y coaliciones                              | Votos        | %            | ±pp          | Total     | +/−       |
|                        | Acción Popular (AP)                                 | 14,298       | 58.44        | n/a          | 11        | +11       |
|                        | Izquierda Unida (IU)                                | 4,138        | 16.91        | +0.29        | 4         | +2        |
|                        | Partido Aprista Peruano (APRA)                      | 3,767        | 15.40        | –29.32       | 3         | –8        |
|                        | Partido Popular Cristiano (PPC)                     | 1,673        | 6.84         | –29.25       | 1         | –5        |
|                        | Acuerdo Socialista de Izquierda (ASI)               | 336          | 1.37         | Nuevo        | 0         | ±0        |
|                        | Frente Nacional de Trabajadores y Campesinos (FNTC) | 254          | 1.04         | Nuevo        | 0         | ±0        |
|                        |                                                     |              |              |              |           |           |
| Total                  | Total                                               | 24,466       |              |              | 19        | ±0        |
|                        |                                                     |              |              |              |           |           |
| Votos válidos          | Votos válidos                                       | 24,466       | 77.69        | –11.90       |           |           |
| Votos en blanco        | Votos en blanco                                     | 1,154        | 3.66         | +1.37        |           |           |
| Votos nulos            | Votos nulos                                         | 5,872        | 18.65        | +10.53       |           |           |
| Votos emitidos         | Votos emitidos                                      | 31,492       | 64.10        | –13.36       |           |           |
| Abstenciones           | Abstenciones                                        | 17,639       | 35.90        | +13.36       |           |           |
| Votantes registrados   | Votantes registrados                                | 49,131       |              |              |           |           |
|                        |                                                     |              |              |              |           |           |
| Fuente:                |                                                     |              |              |              |           |           |

## Elecciones municipales distritales

### Resultados por distrito
La siguiente tabla enumera el control de los distritos de la provincia de San Martín. El cambio de mando de una organización política se resalta del color de ese partido.
| Distrito             | Alcalde(sa) titular     | Partido político | Partido político          | Alcalde(sa) electo(a)                          | Partido político                               | Partido político                               |
| -------------------- | ----------------------- | ---------------- | ------------------------- | ---------------------------------------------- | ---------------------------------------------- | ---------------------------------------------- |
| Alberto Leveau       | Orlando Gatica Córdova  |                  | Partido Aprista Peruano   | Jaime del Águila Pinchi                        |                                                | Izquierda Unida                                |
| Cacatachi            | Adrián Blondet Anicama  |                  | Partido Aprista Peruano   | Roaldo Archenti Ramírez                        |                                                | Acción Popular                                 |
| Chazuta              | Elmer Saurín J.         |                  | Partido Aprista Peruano   | Javier Shapiama Tuanama                        |                                                | Partido Popular Cristiano                      |
| Chipurana            | Carlos Carrillo Napuchi |                  | Partido Aprista Peruano   | Víctor Dávila del Castillo                     |                                                | Acción Popular                                 |
| El Porvenir          | Delicia Ríos Orbe       |                  | Partido Popular Cristiano | Elecciones municipales complementarias de 1991 | Elecciones municipales complementarias de 1991 | Elecciones municipales complementarias de 1991 |
| Huimbayoc            | Carlos Gonzales Tenazoa |                  | Partido Aprista Peruano   | José Apagueño Shapiama                         |                                                | Partido Popular Cristiano                      |
| Juan Guerra          | Ronnie Flores Flores    |                  | Partido Aprista Peruano   | Tobías del Águila Arce                         |                                                | Izquierda Unida                                |
| La Banda de Shilcayo | Walter Pinchi Guerra    |                  | Partido Aprista Peruano   | Juan Salas Arévalo                             |                                                | Acción Popular                                 |
| Morales              | Humberto Pinedo Dávila  |                  | Partido Aprista Peruano   | José del Águila Ríos                           |                                                | Acción Popular                                 |
| Papaplaya            | Gilber García Yalta     |                  | Partido Aprista Peruano   | Urbano Valcárcel Salva                         |                                                | Acción Popular                                 |
| San Antonio          | Reynaldo Pinedo Pinedo  |                  | Partido Aprista Peruano   | Odilio Gonzales Flores                         |                                                | Acción Popular                                 |
| Sauce                | Néstor Navarro García   |                  | Lista Independiente N° 15 | Sergio Moreno Samaniego                        |                                                | Lista Independiente N° 5                       |
| Shapaja              | Max Palma Tuanama       |                  | Lista Independiente N° 5  | Víctor Rojas Villegas                          |                                                | Acción Popular                                 |